# Liste der Monuments historiques in Saint-Vincent-sur-Jard
Die Liste der Monuments historiques in Saint-Vincent-sur-Jard führt die Monuments historiques in der französischen Gemeinde Saint-Vincent-sur-Jard auf.

## Liste der Bauwerke
| Bezeichnung                 | Beschreibung | Standort | Kennzeichnung | Schutzstatus | Datum | Bild           |
| --------------------------- | ------------ | -------- | ------------- | ------------ | ----- | -------------- |
| Dolmen du Grand Bouillac    |              | (Lage)   | PA00110266    | Classé       | 1991  | weitere Bilder |
| Haus von Georges Clemenceau |              | (Lage)   | PA00110267    | Classé       | 1970  | weitere Bilder |

## Liste der Objekte

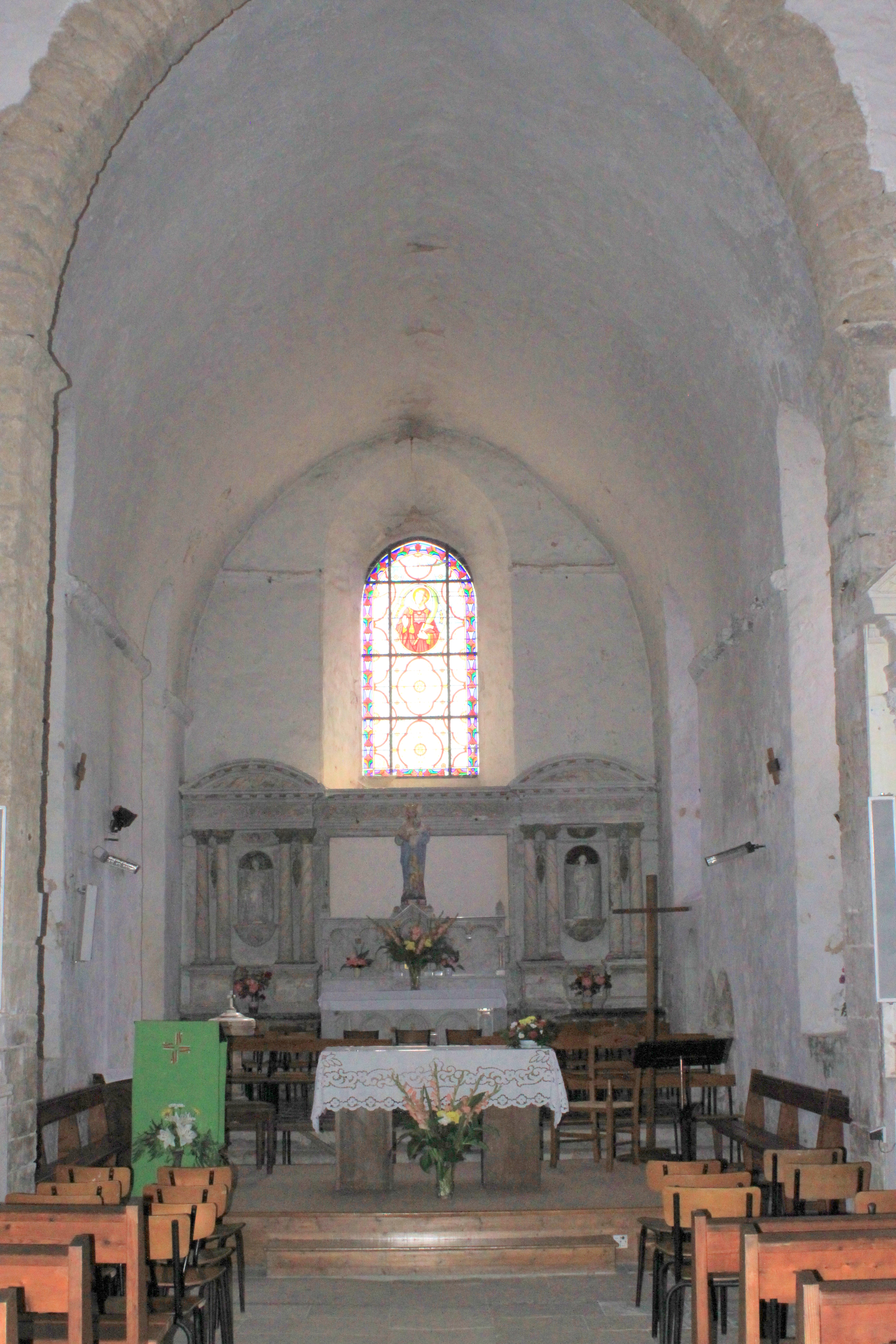
Hauptaltar in der Kirche St-Vincent (17. Jahrhundert)

- Monuments historiques (Objekte) in Saint-Vincent-sur-Jard in der Base Palissy des französischen Kultusministeriums